# إدموند كيربي سميث
إدموند كيربي سميث (بالإنجليزية: Edmund Kirby Smith) (و. 1824 – 1893 م) هو ضابط، وعالم نبات من الولايات المتحدة، والولايات الكونفدرالية الأمريكية، ولد في سانت أوغستين، فلوريدا، ويحمل رتبة عسكرية فريق أول، توفي عن عمر يناهز 69 عاماً، بسبب ذات الرئة.

## التعليم
تعلم في الأكاديمية العسكرية الأمريكية، وتعلم في سيواني: جامعة الجنوب ‏
.

## الخدمة العسكرية
خدم في القوات البرية للولايات المتحدة، وخدم في جيش الولايات الكونفدرالية.

## روابط خارجية
- إدموند كيربي سميث على موقع الموسوعة البريطانية (الإنجليزية)
- إدموند كيربي سميث على موقع إن إن دي بي (الإنجليزية)